# Wojciech Sajkowski
Wojciech Sajkowski – polski historyk, dr hab., profesor uczelni Wydziału Historii Uniwersytetu im. Adama Mickiewicza w Poznaniu.

## Życiorys
4 czerwca 2012 obronił pracę doktorską Obraz ludów bałkańskiego wybrzeża Adriatyku we Francji epoki Oświecenia, następnie uzyskał stopień doktora habilitowanego. Został zatrudniony na stanowisku profesora w Instytucie Historii na Wydziale Historii Uniwersytetu im. Adama Mickiewicza w Poznaniu.
Pracuje na stanowisku profesora uczelni na Wydziale Historii Uniwersytetu im. Adama Mickiewicza w Poznaniu.